# Махньовський міський округ
Махньо́вський міський округ (рос. Махнёвский городской округ) — адміністративна одиниця Свердловської області Російської Федерації.
Адміністративний центр — селище міського типу Махньово.

## Населення
Населення міського округу становить 5830 осіб (2018; 7071 у 2010, 8986 у 2002).

## Склад
До складу міського округу входять 40 населених пунктів:
| Населений пункт                | Населення, осіб (2002) | Населення, осіб (2010) |
| ------------------------------ | ---------------------- | ---------------------- |
| Анисимова, присілок            | 72                     | 51                     |
| Афончикова, присілок           | 31                     | 22                     |
| Бакарюка, селище               | 0                      | -                      |
| Болотовське, село              | 64                     | 39                     |
| Борова, присілок               | 0                      | 0                      |
| Велика Єрзовка, присілок       | 133                    | 104                    |
| Гора Коробейникова, присілок   | 24                     | 13                     |
| Горсткина, присілок            | 7                      | 3                      |
| Єрзовка, селище                | 59                     | 37                     |
| Ізмоденово, село               | 619                    | 584                    |
| Калач, селище                  | 206                    | 53                     |
| Карпіхіна, присілок            | 29                     | 33                     |
| Кішкінське, село               | 475                    | 394                    |
| Кокшарова, присілок            | 108                    | 103                    |
| Колесова, присілок             | 4                      | 0                      |
| Комарово, село                 | 0                      | 4                      |
| Ложкина, присілок              | 56                     | 40                     |
| Лугова, присілок               | 14                     | 13                     |
| Маскалка, присілок             | 0                      | 0                      |
| Махньово, селище міського типу | 3750                   | 3399                   |
| Мугай, село                    | 660                    | 565                    |
| Мугайське, селище              | 15                     | 5                      |
| Муратково, селище              | 470                    | 246                    |
| Нижньоозерний, селище          | 0                      | -                      |
| Новоселова, присілок           | 50                     | 42                     |
| Перевалова, присілок           | 39                     | 46                     |
| Плантація, селище              | 1                      | 0                      |
| Плюхина, присілок              | 7                      | 4                      |
| Подкіна, присілок              | 44                     | 32                     |
| Пурегова, присілок             | 18                     | 7                      |
| Санкино, селище                | 689                    | 477                    |
| Тайожний, селище               | 463                    | 237                    |
| Тичкина, присілок              | 39                     | 17                     |
| Толмачова, присілок            | 25                     | 8                      |
| Толстова, присілок             | 9                      | 3                      |
| Тріскова, присілок             | 83                     | 75                     |
| Трошкова, присілок             | 64                     | 44                     |
| Турутіна, присілок             | 9                      | 2                      |
| Фоминське, село                | 131                    | 82                     |
| Хабарчиха, селище              | 480                    | 269                    |
| Шипіцино, село                 | 42                     | 13                     |
| Шмакова, присілок              | 8                      | 5                      |

12 жовтня 2004 року були ліквідовані селища Бакарюка та Нижньоозерний, передані до складу Алапаєвського району зі складу Сєровського району.

## Найбільші населені пункти
| № | Населений пункт | Населення, осіб (2002) | Населення, осіб (2010) |
| - | --------------- | ---------------------- | ---------------------- |
| 1 | Махньово        | 3 750                  | 3 399                  |